# Snakedance
A Snakedance a Doctor Who sorozat 124. része, amit 1983. január 18.–e és január 26.-a között adtak négy epizódban. Ebben a részben ismét megjelenik Mara, a Doktor korábbi ellensége.

## Történet
Tegant ismét a gonosz Mara befolyása alá kerül, s a Tardis-t a Manussa bolygóra irányítja. Itt éppen annak az ünneplésére készülnek, hogy már 500 éve, hogy megszabadultak Marától. A Mara arra készül, hogy egy barlangi ceremónia során megszerezzen egy ősi kék kristályt, amellyel a lakók tudatát tudja ellenőrizni, és ennek segítségével fizikai formában is visszatérhessen.

## Epizódlista
| Epizódok sorszáma | Bemutató napja   | Hossza | Nézők száma (millió) |
| ----------------- | ---------------- | ------ | -------------------- |
| 1.                | 1983. január 18. | 24:26  | 6,7                  |
| 2.                | 1983. január 19. | 24:35  | 7,7                  |
| 3.                | 1983. január 25. | 24:29  | 6,6                  |
| 4.                | 1983. január 26. | 24:29  | 7,4                  |

## Könyvkiadás
A könyvváltozatát 1984. május 3.-n adta ki a Target könyvkiadó. Írta Terrance Dicks. Ez volt az első két könyv (a másik az Enlightenment), ahol a logón a Doktort alakító Peter Davidson szerepel.

## Otthoni kiadás
- VHS-n 1994 decemberében adták ki.
- DVD-n 2011. március 7.-n adták ki a "Mara Tales" című dobozban a Kinda résszel.

### Fordítás
- Ez a szócikk részben vagy egészben  a   Snakedance című angol Wikipédia-szócikk fordításán alapul.  Az eredeti cikk szerkesztőit annak laptörténete sorolja fel. Ez a jelzés csupán a megfogalmazás eredetét és a szerzői jogokat jelzi, nem szolgál a cikkben szereplő információk forrásmegjelöléseként.